# HMS Duchess (1933)

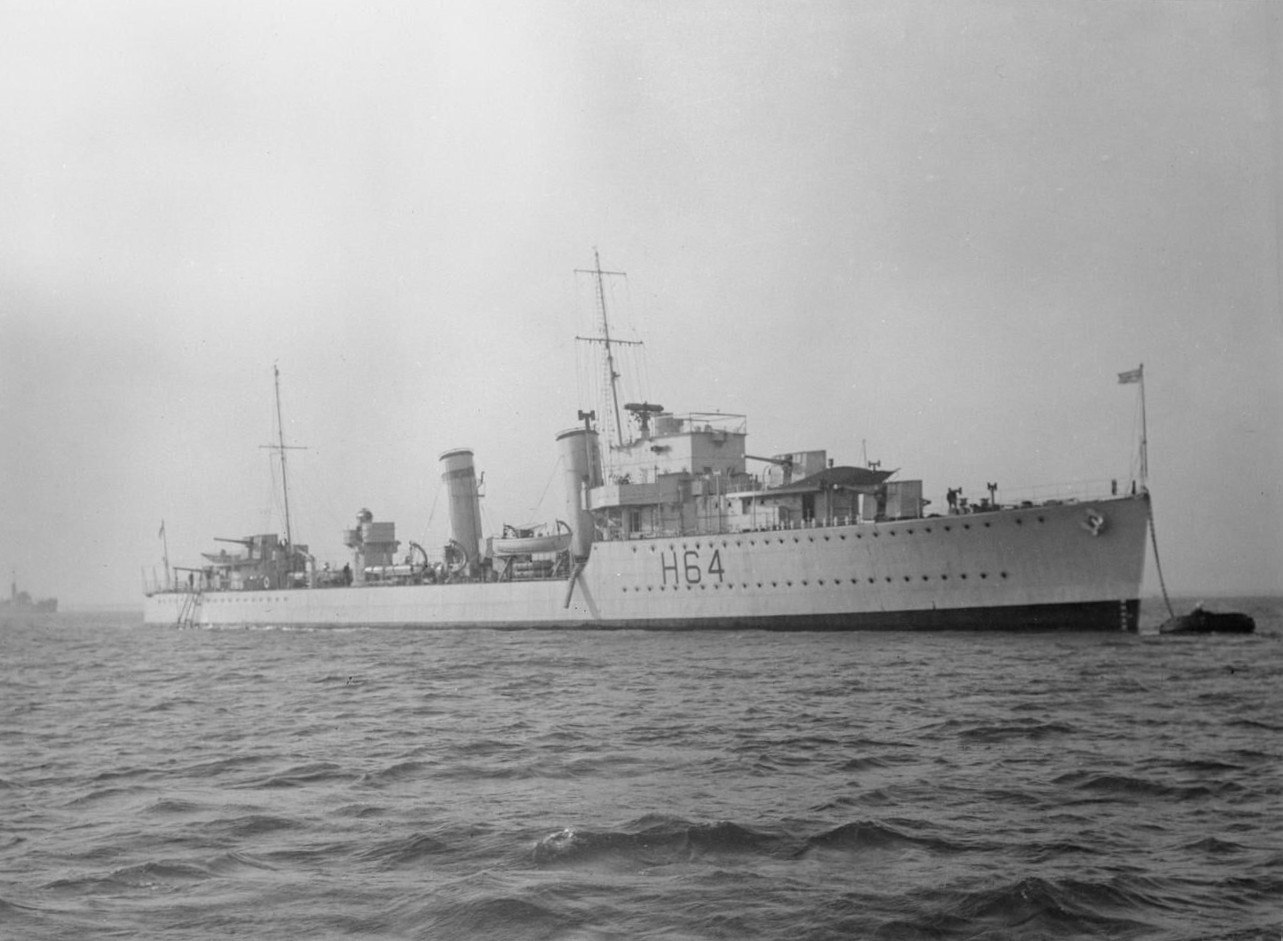
De HMS Duchess in 1933.

HMS Duchess was een D-klasse torpedobootjager gebouwd voor de Royal Navy in de vroege jaren 1930. 
Het schip werd aanvankelijk toegewezen aan de Mediterranean Fleet voordat ze begin 1935 werd overgeplaatst naar het China Station. Ze werd tijdelijk ingezet in de Rode Zee tijdens het einde van 1935 tijdens de crisis in Abessinië, voordat ze terugkeerde naar haar dienststation waar ze tot medio 1939 verbleef. 
De torpedobootjager werd weer overgebracht naar de Meditteranean Fleet vlak voordat de Tweede Wereldoorlog in september 1939 begon. Terwijl ze het slagschip HMS Barham naar de Britse eilanden escorteerde, werd ze per ongeluk door het slagschip geramd in dichte mist en zonk ze op 12 december 1939. Hierbij kwamen 124 bemanningsleden om, onder wie lieutenant commander Robin White.